# Lampo (chien)
Ne doit pas être confondu avec Lampo (Gianmaria Testa).
Lampo (c. 1950 – 22 juillet 1961) est un chien de race mixte devenu célèbre pour ses voyages en train à travers l'Italie.

## Histoire

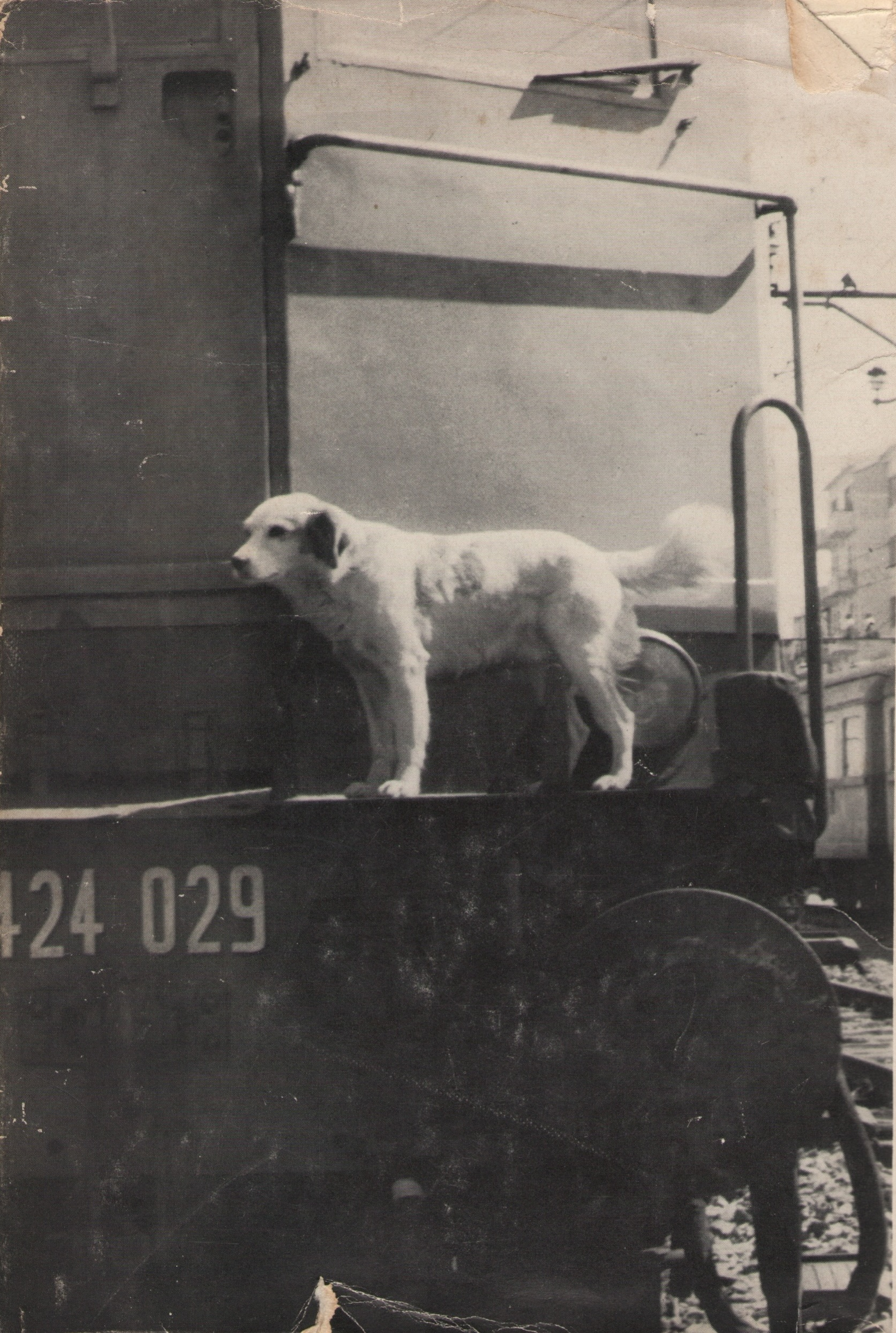
Lampo sur une locomotive.

En août 1953, Lampo, alors un chien errant, descend d'un train de marchandises à la gare de Campiglia Marittima en Italie et est adopté par le chef de gare Elvio Barlettani, malgré la réglementation ferroviaire stricte qui l'interdit.
Bientôt, le chien append les horaires des trains, distinguant les trains lents des trains rapides et comment se rendre quelque part chaque jour et revenir au coucher du soleil. Presque chaque matin, il voyage en train de Campiglia Marittima à Piombino pour accompagner Mirna, la fille du chef de gare, sur le chemin de l'école. Il retourne ensuite à Campiglia Marittima dans un autre train. Il monte souvent à bord d'autres trains, parcourant seul le réseau ferroviaire italien, mais revenant toujours à Campiglia Marittima.
Après quelques années, la direction des chemins de fer de Florence oblige Barlettani à se séparer du chien. Lampo est mis dans un train de marchandises à destination de Naples, mais il revient quelques jours plus tard. Plus tard, il est donné à un ami du chef de gare de Barletta. Après environ cinq mois, le chien revient à Campiglia Marittima, où il devient officiellement la mascotte de la gare.
Son histoire intrigue les journalistes du monde entier, qui consacrent à Lampo des émissions de télévision, des articles et des couvertures de magazines.
Le soir du 22 juillet 1961, Lampo est mortellement heurté par un train de marchandises à Campiglia Marittima. Il est enterré dans le parterre de fleurs au pied d'un Acacia à la gare.

## Commémoration

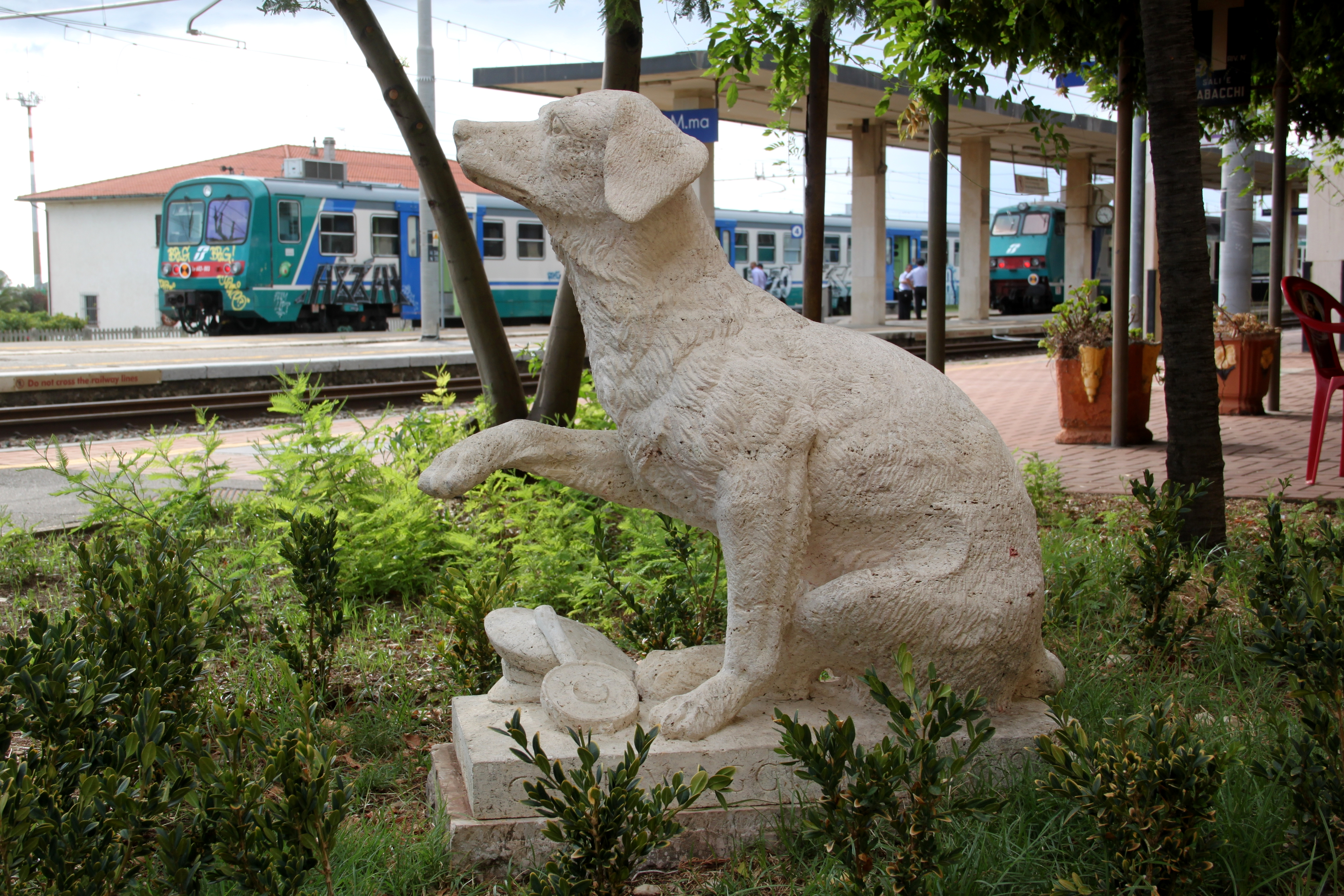
Monument de Lampo à la gare de Campiglia Marittima.

Peu de temps après sa mort, grâce aux cheminots et au magazine américain This Week, un monument est inauguré à la gare de Campiglia Marittima en mémoire de Lampo.
En 1962, le livre Lampo, le chien voyageur (en italien : Lampo, il cane viaggiatore) est écrit par le chef de gare, Elvio Barlettani (mort en juillet 2006). La maison d’édition Garzanti a publié le livre. Il a connu un succès avec une quinzaine d'éditions jusqu'en 2009 et a été traduit en anglais, en français, en allemand, en japonais et en bengali.
En 1967, l'histoire de Lampo est romancée par l'écrivain polonais Roman Pisarski dans la nouvelle O psie, który jeździł koleją (du polonais : À propos du chien qui voyageait en train) qui est devenue une lecture scolaire dans les classes de troisième année des écoles primaires en Pologne.